# Arthur Danto
Arthur Coleman Danto, ameriški filozof, umetnostni kritik in profesor, * 1. januar 1924, Ann Arbor, Michigan, ZDA, † 25. oktober 2013, New York.
Najbolj je znan po svojih kritikah, objavljenih v ameriški reviji The Nation in po delih o estetiki in zgodovini filozofije.

## Delo in življenje
Rodil se je 1. januarja 1924 v mestu Ann_Arbor, Michigan, otroštvo pa je preživel v Detroitu. Bil je judovskega porekla. Dve leti je preživel v vojski, po vrnitvi iz vojske pa je študiral umetnost in zgodovino na Univerzi Wayne. Nato je nadaljeval s študijem filozofije na Univerzi Columbia. Eno leto je študiral v Parizu (od 1949 do 1950), nato pa se je vrnil in leta 1951 začel učiti na Columbiji. Bil je član Ameriške akademije umetnosti in znanosti. Umrl je pri 89. letih, 25. Oktobra 2013, na Manhattnu v New Yorku.

## Filozofsko delo
Od leta 1984 do 2009 je deloval kot kritik umetnosti in delal za ameriško revijo The Nation.
Arthur Danto trdi, da nek problem ni filozofski, dokler si ni mogoče predstavljati, kako bo njegova rešitev prikazovala, da je njegov izgled vzet iz realnosti. Znanost se ukvarja z empiričnimi problemi, filozofija pa raziskuje prikrite razlike zunaj izgleda. Verjame, da smo ljudje pravzaprav sistemi upodobitev. 

## Definicija umetnosti
Danto je želel biti umetnik in se ukvarjati z lesorezi, vendar je leta 1948 diplomiral iz zgodovine umetnosti. Posebej ga je navdušil sprva relativno nepomembni objekt Brillo Box, ki ga je ustvaril popart umetnik Andy Warhol in je kasneje dosegel astronomsko ceno. Tako se je začel ukvarjati z definicijo umetnosti. Rekel je, da umetnost ni definirana glede na to, iz česa je umetnina sestavljena, temveč preko teorije, ki opredeljuje umetnost, to definicijo pa oblikujejo kritiki in gledalci.
Vprašanje, ki si ga je Danto zastavljal, se glasi: "Če skulpture od vsakdanjega predmeta ne ločuje nič vidnega, kaj je torej umetnost?". Njegov odgovor nanj nam pove, da je tisto, kar naredi razliko med navadno škatlo Brillo Box in umetniškim delo Andyja Warhola, ki izgleda kot Brillo Box, teorija umetnosti. Teorija je tista, ki škatlo dvigne v svet umetnosti in preprečuje, da bi se sesula v realni predmet, kakršen je. Brez teorije, škatle ne bi mogli razumeti kot umetnost. Če jo želimo razumeti kot umetnost, moramo obvladati umetniške teorije in zgodovino sodobne umetnosti.
Ves svet mora biti pripravljen na določene stvari, svet umetnosti pa prav tako. Vloga umetniških teorij je ravno v tem, da svetu umetnosti in umetninam omogočajo obstoj. Dantoju sta pop art in Warhol predstavila jasen prikaz značaja umetnosti.

### Konec umetnosti
Definicija umetnosti se skozi stoletja spreminja in se bo še razvijala, pravi Danto. Meni, da zgodovina zahodne umetnosti prihaja h koncu, a ne trdi, da umetnosti nihče več ne ustvarja, niti da dobra umetnost ne obstaja več. Konec umetnosti jemlje Danto za začetek nove, ki ne temelji na prikazovanju zunanjosti. Umetnost je bila na začetku le imitacija, posnemanje realnosti, čez čas pa so umetnost postajale različne stvari, vsaka pa je želela izriniti svoje nasprotnike. Končno je bilo razvidno, da v njih ni bilo nobenega filozofskega ali slogovnega temelja. Ne obstaja določeno pravilo, kako naj bi umetnost izgledala in to bo veljalo tudi v prihodnosti.

### Knjige
- After the End of Art: Contemporary Art and the Pale of History(1997)
- Analytical Philosophy of History (1965)
- Analytical Philosophy of Knowledge (1968)
- Beyond the Brillo Box: The Visual Arts in Post-Historical Perspective (1992)
- Embodied Meanings: Critical Essays and Aesthetic Meditations (1994)
- Mysticism and Morality: Oriental Thought and Moral Philosophy (1969)
- Narration and Knowledge (1985) - Including earlier book Analytical Philosophy of History (1965)
- The Philosophical Disenfranchisement of Art (1986)
- The Transformation of the Commonplace: A Philosophy of Art (1981)
- What Philosophy Is (1968)

### Eseji
- Encounters and Reflections: Art in the Historical Present (1990)
- Philosophizing art : selected essays (2001)
- Playing With the Edge: The Photographic Achievement of Robert Mapplethorpe (1995)
- "The Artworld" (1964) Journal of Philosophy LXI, 571-584
- The State of the Art (1987)
- The Wake of Art: Criticism, Philosophy, and the Ends of Taste (1998)
- Filozofija umetnosti in umetnostne zgodovine ter teza o "koncu umetnosti" pri Arthurju C. Dantoju (2008)

### Izbor člankov, prevedenih v slovenščino
- Danto, A. Filozofsko razvrednotenje umetnosti. prevedla Sagadin, V. in Sagadin, I. stran 285. Ljubljana : Študentska založba, 2006.
- Danto, A. 2012. Lepota in morala = Beauty and morality. prevedla Črnivec V. Prispevek je objavljen v Teoretski prilogi. str. 8-15.
- Danto, A. Podeljevanje umetniškega statusa realnim predmetom : svet umetnosti. prevedel Kante, B. Analiza : časopis za kritično misel. str. 15-26. Ljubljana : Društvo za analitično filozofijo in filozofijo znanosti.
- Danto, A. 2000 Umetnost po koncu umetnosti.  prevedla Štempihar, M. in  Šimenc, M. FNM : filozofska revija za učitelje filozofije, dijake in študente. str. 37-45.